# Puig dels Forns de l'Eloi
El Puig dels Forns de l'Eloi és una muntanya de 150 metres que es troba al municipi de Biure, a la comarca catalana de l'Alt Empordà.